# 神州影片公司
神州影片公司是一家中國电影公司，由汪煦昌於1924年10月创办，於1927年4月結束。
留學法國學習電影攝影的汪煦昌，於1924年10月，以招股方式籌集了5萬元資本，在上海新閘路辛家花園創辦神州影片公司。合作創辦的還有楊迺慶、黃孔生和劉玉珂等人。該公司的方针是“不尚浮华，而惟主义是崇，其所采主义，不为格言式之提倡，而自能收提倡之效”。
該公司在1925年出品首部作品《不堪回首》之後，又以原班人馬拍攝了《花好月圓》。完成這兩部影片後，由於周轉不靈，暫時歇業。。1926年，公司改組後復業，拍摄了《道义之交》、《难为了妹妹》、《上海之夜》、《卖油郎独占花魁女》等。1927年4月结束。